# بني جابر
بنو جابر ونسبة إلى واحدهم الجابري، هي إحدى قبائل سلطنة عُمان ودولة الإمارات العربية المتحدة يتصل نسبها إلى ذبيان وهي الكتلة الرئيسية في قبائل ذبيان في عُمان،
كما تمتلك مناطق عدة بأسمها في عُمان كوادي بني جابر في ولاية صور وجبل بني جابر في ولاية قريات وسيح بني جابر
في محافظة البريمي ووادي الجوابر في ولاية الرستاق، ويتواجد بني جابر أيضا في دولة الأمارات العربية المتحدة في مدينة العين وشمال الإمارات

## النسب
بنو جابر بن يربوع بن بغيض بن مرة بن عوف بن سعد بن ذبيان بن بغيض بن ريث بن غطفان بن سعد بن قيس بن عيلان بن مضر بن نزار بن معد بن عدنان
وقال ابن الكلبي أن يربوع هذا من تميم بن ضنة من قضاعة، حيث قال:(وَوَلَدَ تميمُ بن ضنَّة: زَيْدًا، ومَالِكًا، وعَابِسًا، ويربوعًا؛ أُمُّهم: السَّعفاءُ بنت كاهل بن أفرك من بلى، فمات عنها تميمُ فتزوَّجها غيظُ بن مُرَّة بن عوف، فذهبت بيربوع معها فانتسب إِلى غيظ بن مُرَّة فمات عنها).
وكذلك ابن حزم ذكرها بصيغة التمريض حيث قال:(ويقال إنّ يربوع بن غيظ بن مرّة بن عوف بن سعد بن ذبيان، رهط عقيل بن علّفة، والحارث بن ظالم، هو يربوع بن تميم بن ضنّة بن سعد هذيم. والله أعلم).

## التاريخ
لا يُعرف الكثير من التاريخ المُبكر والقديم لبني جابر، كما هو الحال لكثير من قبائل المنطقة.
وقد وصفهم ج.ج لوريمر بأنهم من أكبر قبائل عُمان.
| بني جابر | بنو جابر والمفرد (جابري). قبيلة مهمة وأعلى شأنًا من كل قبائل عُمان من جميع النواحي. وهي أكثر القبائل عددًا. | بني جابر |

### واقعة طيوي
في عام 1262 م خرج أمير هرمز أحمد بن محمود الكوشي قاصدًا عُمان من أجل جمع الخراج، وكان المتولي يومئذ على عُمان،
أبو المعالي كهلان بن نبهان، واخوه عمر بن نبهان، وحينما وصل محمود إلى قلهات كتب إلى أبو المعالي من أجل الخراج،
ولكن تعذر له بقلة الحاجة وضعف أهل عُمان. أضمر محمود الشر والأنتقام من أهل عمان فغزا ظفار ونهبها، ثم مضى رجاله إلى طيوي
لينهبوها، فخرج، إليهم رجال بني جابر ومن تبعهم، فوقع بينهم قتال شديد، فلم يسلم أحد من أصحاب محمود، ثم لحقوا على بقيتهم
التي في قلهات، فقتلوهم جميعًا، وأحرقوا سفنهم.

### واقعة اللجيلة
في عام 	1314هـ-1896م خرج أمير الشرقية الشيخ صالح بن علي الحارثي غازيًا اللجيلة (إحدى بلدات سمائل)، بلاد بني جابر، وكان بني جابر في هذا الوقت أنصار السلطان تركي بن سعيد بن سلطان، وكانوا أشد نكاية عليه حينما هاجم الشيخ صالح مسقط. فحمل عليهم بأول النهار فأصيب في فخذه الأيسر، عند أول حملة، فبقي جريحًا حتى العصر ثم مات.

### واقعة صعراء
في عام 1290هـ- 1873م سيطر محمد بن علي آل حمود على البريمي بعد اغتياله، حاكمها عبد الله بن حمد الجراحي، بمعاونة العزازنة.
وكان مصاهرًا لبني جابر في بلدة صعراء فذهب إليهم واستلم زمام البلاد.
استطاع الشيخ زايد بن خليفة آل نهيان أن يسيطر على البريمي من خلال تحالفة مع بني جابر في صعراء، الذين غيرو تحالفهم، وبعض مشائخ النعيم في ضنك، وتزوج بصالحة ابنة الشيخ سعيد بن عبد الله بن زريج (من ضنك)، واسكنها صعراء، كما قام بتحريض الأمام عزان بن قيس للقبض على محمد بن علي، وفعلا حين وصل إليه محمد بن علي قبض عليه وحبسه. وبدأ الشيخ سالم بن سلطان القاسمي يجمع القبائل وانصاره لإخراج الشيخ زايد من صعراء. واجتمع عنده بني كعب والطنيج وبني قتب والغفلة والخواطر والنعيم والعوامر وغيرهم من الغوافر. فلما وصل صعراء ارسل إلى الشيخ زايد يطلب منه تسليم القصر أو الحرب، فكرا زايد قليلا ثم سلم لهُ القصر. وبعد ذلك وقع القتل في بني جابر وهجروا من بلادهم، ولم يعودو إليها إلا في عهد سلطان بن محمد آل حمود بوساطة شيخ الدرامكة.
في عام 1949 م، في عهد الشيخ صقر بن سلطان، حاكم البريمي، كان بني جابر في صعراء يعتبرونه شيخهم (تميمة) على الرغم من سوء معاملته لهم.
- كان شيخ بني جابر آنذاك هو محمد بن سيف.[15]

وفي 17 أبريل 1953. أعتدت القوات البريطانية على عمدة بلدة صعراء أثناء صلاة الجمعة حيث استباحت حمى
المسجد وأخذت الشيخ محمد بن سيف وسحبته مجرورًا بلحيته في الأسواق ولا ذنب لهُ سوا ولائه لدولة السعودية.
- وفي الباطنة يتزعم بني جابر الشيخ محمد بن سالم، وكانت علاقاتهم مع قبيلة الوشاحات غير ودية.[14]

نشب خلاف وتوتر بين مسقط والشارقة بسبب مطالبة بني جابر بأحقيتهم بمنطقة فلج طوي غصن (تعرف اليوم باسم الفلي)، الواقعة في الشارقة، والتي يحتلها الآن بني قتب.

### انفصال بني شعيب
في عام 1906، أعلن بني شعيب في قلهات الانفصال التام عن بني جابر والحزب الغافري وانضموا إلى الحزب الهناوي، وتحالفوا مع بني بو حسن.

## ديار بني جابر
1. فلج القبائل ولاية صحار
2. أبو بقرة، وديات، العقر، ولاية شناص
3. ولاية سمائل، محافظة الداخلية[18]
4. ولاية السيب، ولاية بوشر وباقي مناطق محافظة مسقط
5. صعراء، محافظة البريمي
6. بات، ولاية عبري
7. الطوّ ولاية نخل[19]
8. دارس (الرستاق)[20]
9. طيوي (بني مقيم)
10. ولاية بدبد محافظة الداخلية
11. ولاية جعلان بني بو حسن
12. مدينة العين (الإمارات العربية المتحدة)
13. بديعة الجوابر، محافظة الشرقية
14. ولاية المضيبي، محافظة الشرقية[21]
15. المناطق الواقعة شمال الإمارات العربية المتحدة

والمناطق التي تحمل اسم القبيلة، وادي بني جابر وجبل بني جابر وسيح بني جابر ووادي الجوابر،

## الفخائذ والفروع
- آل فرج
- الطهامسه
- المعالية
- المتارفة
- البوادي
- الرحول
- ثوابات
- المسان[23]
- أولاد سالم بن أحمد[23]
- أولاد راشد بن عامر[23]
- أولاد حارث بن معد[23]
- أولاد محسن[23]
- أولاد عزيز[23]
- أولاد علي[23]
- بنو علي[23]
- بنو عقيل[23]
- بني شيبة
- بني فليت
- بني غدانة
- بني فهد
- بني حضرمي
- بني حرب
- بني مزروع
- بني مقيم
- بني قرواش
- بني سعد
- بني إبراهيم
- بني شعبان[24]
- أولاد معامرة[24]
- أولاد سالم ثاني[24]
- أولاد سالم[24]
- أولاد سرحان[24]
- أولاد خميس[24]
- الشعابنة (الشعبني)
- الكويلات (الكويلي)
- أولاد برهان
- آل غزال (الغزالي)
- آل سبع (السباعي)
- آل صلت
- أولاد ثاني
- أولاد حميد
- أولاد ناصر
- آل دفافي
- أولاد راشد
- أولاد سحيم
- أولاد سعيد
- أولاد راشد بن عامر
- أولاد سليم
- أولاد وادي
- بني شعيب
- بني شجيب